# Ernest Urtasun Domènech
Ernest Urtasun Domènech   (Barcelona, 27 de gener de 1982) és un economista, diplomàtic i polític català. És ministre de Cultura del Govern d'Espanya des de novembre de 2023.

## Biografia
Ernest Urtasun va néixer a Barcelona, en una família d'origen navarrès. El seu avi navarrès era Jesús Urtasun Sarasíbar, veí d'Estella. Nicanor Urtasun Sarasíbar, un germà del seu avi, va morir combatent amb el bàndol feixista. En canvi, un altre germà, Francisco Urtasun Sarasíbar, va sobreviure. Va estudiar en el Liceu Francès i, en 1997, va començar a militar en Joves d'Esquerra Verda, organització de la qual va arribar a ser membre de l'equip coordinador, responsable de relacions internacionals i coordinador de Barcelona. El seu precoç interès per la política va poder veure's influït per l'activisme dels seus pares, militants del PSUC.
Llicenciat en Economia per la Universitat Autònoma de Barcelona, seguidament va realitzar un postgrau en Relacions Internacionals per la Universitat de Barcelona. Des de 2012 és membre del sindicat de Comissions Obreres.
Entre 2004 i 2008 va ser secretari de l'eurodiputat d'ICV Raül Romeva. A vint-i-vuit anys, l'any 2010, va ingressar en el cos diplomàtic de l'Estat espanyol. El 2011 va passar a ser conseller del secretari general de l'organització internacional Procés de Barcelona: Unió per la Mediterrània.
El 21 de desembre de 2013 va ser escollit com a cap de llista de les eleccions al Parlament Europeu de 2014, en substitució de Raül Romeva. Va ocupar el tercer lloc en la llista de L'Esquerra Plural. Després de la seva elecció com a diputat es va integrar en el grup d'Els Verds/Aliança Lliure Europea.
El 2016 va ser portaveu d'Iniciativa per Catalunya Verds (ICV) i responsable de relacions internacionals, i el maig de 2017 membre de la coordinadora executiva de Catalunya en Comú. En les eleccions al Parlament Europeu de 2019 fou de nou escollit en la llista d'Unides Podem, integrant-se de nou al grup Els Verds/Aliança Lliure Europea, del què es va convertir en vicepresident.
Des de juny de 2023 és el portaveu de la coalició Sumar, liderada per Yolanda Díaz. Després de l'acord de govern entre el Partit Socialista i Sumar, el president del Govern, Pedro Sánchez, el va proposar com a ministre de Cultura.